# سوارکاری در المپیک تابستانی ۱۹۵۲
سوارکاری در بازی‌های المپیک تابستانی ۱۹۵۲ نام رویداد ورزش سوارکاری در بازی‌های المپیک تابستانی بود که در سال ۱۹۵۲ برگزار شد.

## جدول مدال‌ها
| رتبه | کشور                      | طلا | نقره | برنز | مجموع |
| ۱    | سوئد (SWE)                | ۴   | ۰    | ۰    | ۴     |
| ۲    | فرانسه (FRA)              | ۱   | ۱    | ۱    | ۳     |
| ۳    | بریتانیای کبیر (GBR)      | ۱   | ۰    | ۰    | ۱     |
| ۴    | شیلی (CHI)                | ۰   | ۲    | ۰    | ۲     |
| ۵    | آلمان (GER)               | ۰   | ۱    | ۳    | ۴     |
| ۶    | دانمارک (DEN)             | ۰   | ۱    | ۰    | ۱     |
| ۶    | سوئیس (SUI)               | ۰   | ۱    | ۰    | ۱     |
| ۸    | ایالات متحده آمریکا (USA) | ۰   | ۰    | ۲    | ۲     |